# Blue Beetle (Dan Garrett)
Dan Garret o Dan Garrett es un superhéroe ficticio que aparece en cómics estadounidenses publicados por varias editoriales, entre ellas Fox Comics, Charlton Comics y DC Comics. Garret fue creado por Charles Nicholas Wojtkoski, e hizo su primera aparición en Mystery Men Comics #1 de Fox Comics, durante la edad de oro del cómic. Garret es el primer personaje que se convirtió en el superhéroe Blue Beetle, antes que Ted Kord y Jaime Reyes.

## Historial de publicaciones
El personaje apareció por primera vez en Fox Comics en la edición de agosto de 1939 de Mystery Men Comics con arte de Charles Nicholas Wojtkoski (como Charles Nicholas), aunque Grand Comics Database atribuye provisionalmente a Will Eisner como el guionista. Blue Beetle ha protagonizado una serie de cómics, tiras cómicas y series de radio, pero como la mayoría de los superhéroes de la Edad de oro de las historietas, cayó en la oscuridad en la década de 1950. La serie de cómics experimentó una serie de anomalías en la publicación: 19 números, del 12 al 30, se publicaron a través de Holyoke Publishing; no se publicó el número 43; la frecuencia de publicación varió a lo largo de la tirada; y hubo lagunas en las que no se publicaron números, y las grandes ocurrieron a principios de 1947 y entre mediados de 1948 y principios de 1950.
A mediados de la década de 1950, Fox Comics cerró y, a pesar de las acusaciones de que vendieron los derechos de Blue Beetle a Charlton Comics, no hay pruebas de que se haya producido una venta formal. Sin embargo, Charlton publicó algunas aventuras esporádicas del personaje de la Edad de Oro antes de renovar al héroe en 1964. Charlton intentó tres veces usar el personaje para llevar a cabo una serie homónima. Dos de los intentos conservaron la numeración de un título anterior y finalmente fueron reemplazados por nuevos títulos que continuaron con la numeración. La nueva serie duró poco.

## Biografía ficticia

### Versión de la Edad de Oro (Dan Garret)
Dan Garret era hijo de un oficial de policía asesinado por un criminal. Esta versión del personaje de Fox Feature Syndicate debutó en Mystery Men Comics # 1 (agosto de 1939) y continuó hasta el número 31. Comenzó a aparecer en su propia serie de 60 números poco después. Fox Feature Syndicate patrocinó un "Día del escarabajo azul" en la Feria Mundial de Nueva York de 1939 el 7 de agosto de 1940, a partir de las 10:30 am e incluyó a 300 niños en las finales de carreras de relevos en el Field of Special Events, después de las preliminares en los parques de la ciudad de Nueva York. La carrera fue transmitida por la estación de radio WMCA.
El patrullero novato Dan Garret originalmente luchó contra el crimen como Blue Beetle sin el beneficio de habilidades sobrehumanas. Más tarde, Garret se puso un traje azul a prueba de balas (descrito por Garret como hecho de un material de celulosa que era "tan delgado y liviano como la seda pero más fuerte que el acero" y ganó temporalmente fuerza y resistencia sobrehumanas al ingerir la misteriosa "Vitamina 2X". Al igual que El Avispón Verde, el Escarabajo Azul usaría su símbolo característico del escarabajo para atormentar a los delincuentes, dejándolo fácil de encontrar, colgándolo en una habitación con una cuerda e incluso proyectando su imagen ampliada en una pared con una linterna. 
El elenco de apoyo se mantuvo bastante estable a lo largo de esta carrera original e incluía a Joan Mason, una hermosa reportera rubia del Daily Blade que finalmente protagonizaría sus propias historias de respaldo, y Mike Mannigan, el socio irlandés estereotipado de Dan en la fuerza que creía a pesar de todas las pruebas para todo lo contrario que Blue Beetle era un criminal y siempre estaba tratando de arrestarlo con poco éxito. El Dr. Franz, un farmacéutico local e inventor del traje antibalas y la fórmula 2X (así como muchos otros dispositivos, incluido el teléfono inalámbrico portátil casi medio siglo antes de que se hiciera de uso común), desempeñó un papel importante en los primeros números. pero finalmente se desvaneció del elenco. El Escarabajo también tuvo un compañero infantil de corta duración en la forma de Sparkington "Sparky" J. Northrup (Spunky), que originalmente vestía una versión abreviada del disfraz de Escarabajo, pero luego entró en acción con su ropa normal.
Durante la Segunda Guerra Mundial, Garret se convirtió en un agente del gobierno que a menudo era enviado al extranjero en misiones secretas, pero después de que se declaró la paz, volvió a su antiguo papel de policía de barrio. Los poderes de Blue Beetle aumentaron lentamente con el tiempo, y finalmente le dieron la capacidad de volar y la visión de rayos X, entre otros poderes extraños que cambiaron de un tema a otro según el capricho de los escritores. Sin embargo, cuando los superhéroes dejaron de estar de moda a fines de la década de 1940, Fox comenzó a minimizar sus poderes de superhéroe y los eliminó. Sus aventuras se volvieron más oscuras, llenas de violencia sádica y mujeres con poca ropa hasta que finalmente fue relegado a presentar historias de crímenes reales antes de que el personaje hiciera una pausa.
Un personaje popular en su época, Blue Beetle tenía su propia tira cómica de corta duración, dibujada por un seudónimo de Jack Kirby y otros, y una serie de radio que duraba 48 episodios de trece minutos.

### Versión de la Edad de Plata (Dan Garrett)
Charlton Comics supuestamente obtuvo los derechos del Blue Beetle (aunque no hay pruebas de que alguna vez se haya realizado una compra formal) y reimprimió algunas historias en sus títulos de antología y en una serie de reimpresiones de Blue Beetle de cuatro números numerados 18-21.
En 1964, durante la Edad de Plata de los cómics, Charlton revisó el personaje para una nueva serie de Blue Beetle. El nuevo Blue Beetle de Charlton retuvo el nombre del original (agregando una segunda "t"), pero sin poderes ni historia de fondo, lo que lo convirtió en un personaje diferente. Este escarabajo era el arqueólogo Dan Garrett, quien obtuvo una serie de poderes sobrehumanos (incluyendo superfuerza y visión, vuelo y la capacidad de generar explosiones de energía) de un escarabajo místico que encontró durante una excavación en Egipto, donde había sido utilizado para encarcelar un malvado faraón momificado. El se transformaría en Blue Beetle al decir las palabras "¡Kaji Dha!" Esta versión, del escritor Joe Gill y el artista Tony Tallarico, se jugó al menos inicialmente para el campamento, con historias como "La Momia Gigante que no estaba Muerta". La versión Charlton Dan Garrett del Blue Beetle funcionó solo hasta 1966 antes de que debutara su reemplazo.

### AC Comics
Ambos Blue Beetles reaparecieron en el tercer número de Americomics, título publicado por AC Comics en 1983/1984. En la primera historia de este número, Ted Kord luchó contra un falso Dan Garrett, pero la segunda historia fue más significativa. Reveló que el Dan original de la década de 1940 fue reencarnado como la versión de la Edad de Plata (menos sus recuerdos de su existencia anterior) por algunos "dioses" no especificados, presumiblemente los responsables de su escarabajo místico. Posteriormente, los dioses resucitaron a Dan nuevamente y lo enviaron a salvar la vida de Ted Kord (dejándole una nota que decía simplemente: "Intenta que no te maten esta vez"). Después de esta aventura, Kord le devolvió el nombre de Blue Beetle a Dan. Americomics fue cancelado después del número 6, y hasta ahora ningún otro editor ha hecho referencia a esta historia.

### DC Comics
La versión Charlton de Dan Garrett se destacó en el segundo número de la serie Secret Origins de DC de la década de 1980, en la que se volvió a contar su origen junto con el de Ted Kord. Las apariciones posteriores de Dan Garrett (en historias retrospectivas) incluyen apariciones especiales o cameos en Infinity Inc, Captain Atom, JLA: Year One y Legends of the DC Universe.
El personaje regresó brevemente en la primera edición de Blue Beetle de DC Comics, resucitado por su místico escarabajo para luchar contra su sucesor. También se le puede ver en varias historias retrospectivas. Su encarnación de la década de 1940 se vislumbra brevemente en la serie limitada de DC de 1993 The Golden Age.

### Dynamite Entertainment
En el número 0 de la miniserie Project Superpowers, la versión Fox Feature Syndicate del Blue Beetle apareció en flashbacks (ya que ahora el personaje / ortografía "Dan Garret" era de dominio público). Para evitar conflictos de marcas registradas con DC Comics, en esta serie se le conoce con el apodo de "Big Blue".

### Legado
Finalmente se estableció que la encarnación de Charlton Comics del Dan Garrett Blue Beetle hizo su debut el 14 de agosto de 1939.
El Blue Beetle de Jaime Reyes ha conocido a la nieta de Daniel, Danielle, y el mismo Dan.

### Universo DC
En las páginas de "Dark Nights: Death Metal", Dan Garrett estaba entre los superhéroes fallecidos que Batman revivió usando el anillo Black Lantern.

## Silver Scarabad
Dan Garret regreso en Greeen Lantern(2023) #22, tras ser rescatado por el equipo de Kyle Ryner de una installacion del Reach para asistir en el escape se une escarabajo del Reach contenido en la misma instalación, y asume la identiadad de Silver scarab

## En otros medios

### Televisión
- Dan Garrett/Blue Beetle hace cameos sin hablar en Batman: The Brave and the Bold.
- Dan Garrett/Blue Beetle hace cameos sin hablar en Young Justice. Esta versión estuvo activa principalmente en la década de 1940, después de haber encontrado y vinculado con el escarabajo Blue Beetle después de que los antiguos místicos de Bialyan cortaron su conexión con Reach siglos antes, y lucharon junto a la Sociedad de la Justicia de América.[24]

### Cine
Dan Garret aparece en la portada de un cómic en la película de Watchmen Under the Hood.

### Varios
- Dan Garrett/Blue Beetle aparece en una serie homónima de CBS Radio. The Blue Beetle se desarrolló desde el 15 de mayo de 1940 hasta el 13 de septiembre de 1940 e inicialmente protagonizó a Frank Lovejoy en el papel principal.[25] Según Christopher Irving, "Lovejoy trajo una carcajada maníaca, casi sádica, al personaje. Su Blue Beetle parecía como si se enorgulleciera de lastimar a los criminales". Cuando Lovejoy dejó el programa después de cuatro episodios, fue reemplazado por un actor diferente sin acreditar.[26]
- Dan Garrett/Blue Beetle aparece en una tira cómica de corta duración, dibujada por Jack Kirby, entre otros, bajo seudónimos.[11][12]